# Patinação de velocidade nos Jogos Olímpicos de Inverno de 1924 - 1500 m masculino
A prova de 1500 metros da patinação de velocidade nos Jogos Olímpicos de Inverno de 1924 foi disputada no dia 27 de janeiro. Foi disputada por 22 patinadores de nove países.

## Medalhistas
| Ouro   | FIN Clas Thunberg |
| Prata  | NOR Roald Larsen  |
| Bronze | NOR Sigurd Moen   |

## Resultados
| Pos. | Atleta                     | Tempo  |
| ---- | -------------------------- | ------ |
|      | FIN Clas Thunberg          | 2:20.8 |
|      | NOR Roald Larsen           | 2:22.0 |
|      | NOR Sigurd Moen            | 2:25.6 |
| 4    | FIN Julius Skutnabb        | 2:26.6 |
| 5    | NOR Harald Strøm           | 2:29.0 |
| 6    | NOR Oskar Olsen            | 2:29.2 |
| 7    | USA Harry Kaskey           | 2:29.8 |
| 8    | USA Charles Jewtraw        | 2:31.6 |
| 8    | USA Joe Moore              | 2:31.6 |
| 10   | LAT Alberts Rumba          | 2:32.0 |
| 11   | CAN Charles Gorman         | 2:35.4 |
| 12   | USA Bill Steinmetz         | 2:36.0 |
| 13   | SWE Axel Blomqvist         | 2:36.4 |
| 14   | FRA Léonhard Quaglia       | 2:37.0 |
| 15   | POL Leon Jucewicz          | 2:42.6 |
| 16   | FRA André Gegout           | 2:54.4 |
| 17   | BEL Gaston Van Hazebroeck  | 2:54.8 |
| 18   | FRA George de Wilde        | 2:55.0 |
| 19   | BEL Louis De Ridder        | 3:01.8 |
| 20   | BEL Philippe Van Volckxsom | 3:14.6 |
| 21   | BEL Marcel Moens           | 3:16.8 |
| –    | FIN Asser Wallenius        | DNF    |

- DNF: Não completou a prova.